# Leisure Suit Larry 3: Passionate Patti in Pursuit of the Pulsating Pectorals
Leisure Suit Larry 3: Passionate Patti in Pursuit of the Pulsating Pectorals är ett äventyrsspel av Sierra On-Line från 1989. Spelet är den tredje delen i en serie kallad Leisure Suit Larry.
Spelet utspelar sig på den tropiska ön Nontoonyt från det andra spelet, som nu är ett semesterparadis, och är uppdelat i två delar. I den första delen letar Larry återigen efter drömkvinnan efter att ha blivit dumpad av Kalalau. Han hittar henne i Passionate Patti men efter ett missförstånd lämnar han henne. I det ögonblicket börjar del två och nu spelar man Patti som måste göra vad som krävs för att få tillbaka Larry.